# Юров, Валерий Геннадьевич
Валерий Геннадьевич Юров (15 мая 1961 — неизвестно) — советский хоккеист, защитник.

## Биография
Воспитанник горьковского «Торпедо». Выступал за команды «Полёт» Горький (1979/80 — 1980/81), «Торпедо» Горький (1980/81, 1982/83 — 1986/87, 1989/90), СКА МВО Москва (1980/81 — 1982/83), «СК им. Урицкого» Казань (1987/88 — 1988/89), «Кварц» Бор (1988/89 — 1989/90, 1990/91 — 1991/92).